# Alice Henry
Pour les articles homonymes, voir Henry.
Alice Henry, née le 21 mars 1857 à Melbourne en Australie, morte le 14 février 1943 à Malvern près de Melbourne, est une militante pour le droit de vote des femmes, journaliste et syndicaliste australienne.
Elle est connue pour son rôle actif dans le développement du syndicalisme et la promotion du droit de vote des femmes, en Australie puis aux États-Unis. Elle devient une personnalité importante dans le mouvement syndical américain en tant que membre de la Women's Trade Union League.

## Biographie

### Jeunesse
Alice Henry naît le 21 mars 1857 à Richmond, Melbourne, en Australie. Elle est la fille de Charles Ferguson Henry, comptable, et de son épouse Margaret, née Walker, ouvrière du vêtement. Ses parents sont écossais et arrivent en Australie en 1853. Elle a un frère, Alfred, né en 1859. Elle fréquente successivement plusieurs écoles à Melbourne, pour finalement s'inscrire avec profit à l'Educational Institute for Ladies de Richard Hale Budd en 1874.

### Carrière de journaliste et militante
Après ses études secondaires, Alice Henry enseigne peu de temps et devient finalement journaliste pour le Melbourne Argus et l'Australian. Ses éditoriaux se concentrent principalement sur des causes progressistes comme la réforme du travail, les enfants handicapés et la représentation proportionnelle. Elle s'implique également dans la politique australienne dans les années 1890 et commence à donner des conférences sur des sujets tels que les droits des femmes, le droit de vote et les conditions de travail. Elle est s'associe étroitement au mouvement progressiste de Melbourne.
Alice Henry quitte l'Australie en 1906 pour les États-Unis et devient secrétaire du bureau de la Women's Trade Union League (WTUL) à Chicago. Tout en travaillant pour la WTUL, elle devient une personnalité importante dans la lutte pour le droit de vote des femmes, l'organisation syndicale et les droits du travail. Elle occupe divers postes au sein du syndicat, notamment celui d'organisatrice sur le terrain et de directrice du département de l'éducation.
Elle reste impliquée dans le journalisme militant pendant son séjour en Amérique. Elle est responsable éditoriale de la section des femmes du journal de Chicago Union Labor Advocate ; elle est la rédactrice et la fondatrice du périodique Life and Labour de la Women's Trade Union League, qu'elle dirige jusqu'en 1915,. Alice Henry écrit également deux livres, The Trade Union Woman (1915) et Women in the Labour Movement (1923).

### Le droit de vote et la Ligue syndicale des femmes
La Ligue syndicale des femmes (Women's Trade Union League, WTUL) est créée en 1903. Elle est composée de réformatrices cherchant à combiner le syndicalisme et le féminisme pour créer une nouvelle force face aux obstacles auxquels les femmes sont confrontées lors de l'organisation des femmes dans des syndicats. Dans l'essai d'Alice Henry de 1915 « A Separate Piece » publié dans The Trade Union Woman, elle parle de certains des problèmes associés à l'organisation. L'une des questions abordées est la tension entre les réformateurs de la classe moyenne du WTUL et les femmes de la classe ouvrière. Une solution possible qu'elle préconise est la création de sections locales distinctes pour les femmes.
La connaissance qu'a Alice Henry du socialisme fabien, ainsi que sa connaissance de la législation du travail australienne et du droit de vote des femmes attirent l'attention de Margaret Dreier Robins, une éminente réformatrice de l'époque. Alice Henry est invitée par Margaret Robins à travailler à Chicago pour la National Women's Trade Union League of America comme conférencière et organisatrice de terrain. En tant qu'agent de terrain, Alice Henry organise de nouvelles branches de syndicalisme et, comme journaliste, elle devient une figure clé et une voix dans la campagne pour le droit de vote des femmes, l'organisation syndicale, l'enseignement professionnel et la législation du travail.
Alice Henry est de 1907 à 1925 rédactrice, publiciste et conférencière pour le WTUL. Elle joue un rôle actif dans la mobilisation du soutien de la classe moyenne et des syndicats en faveur des réformes législatives, des objectifs éducatifs et organisationnels de la Ligue. En tant que militante, elle participe à de nombreux clubs comme la Melbourne Shakespeare Society, elle est secrétaire du Women Writer's Club, donne des conférences et intervient fréquemment dans des organisations féminines, comme la Prahran et la Kew Progressive League. Alice Henry est également membre consultative de comités mis en place par le Conseil national des femmes et par la Fédération des femmes de l'État de Victoria. Elle n'est pas une dirigeante ni une organisatrice du mouvement des femmes, mais elle y travaille comme journaliste de premier plan. Life and Labor est le journal de la Ligue nationale des syndicats féminins. Il est publié à Chicago et promeut effectivement le droit de vote des femmes.
Une réunion pour le droit de vote se tient le 19 mai 1911 dans la salle d'honneur de l'hôtel Pfister. Alice Henry insiste sur le fait que le meilleur moyen d'obtenir des résultats est de mener une campagne intensive. Elle plaide pour des réunions de rue afin de susciter l'intérêt pour la cause du suffrage. Elle dit : « De nombreuses personnes s'arrêteront pour écouter lors d'une réunion de rue et ne viendront pas à une réunion de suffrage... Les discussions doivent être courtes, environ cinq minutes, car ceux qui sont attirés ne s'arrêtent que quelques instants et un long discours sera perdu ». Alice Henry a la capacité de captiver le public américain lorsqu'elle parle, en raison de la force de sa conviction et de l'énergie qu'elle dégage. Alice Henry considère que la législation et la politique actuelles n’aident pas. Elle considère que le vote ne constitue pas une avancée pour les femmes, car si le droit de vote est accordé aux hommes et non aux femmes, les femmes seront mises à un niveau inférieur, et la société reculera si les femmes n'ont pas le droit de vote.
À partir de sa propre expérience vécue en Australie, elle déclare que le droit de vote des femmes entraîne un changement d'attitude positif à l'égard des femmes dans l'industrie. Elle indique que les salaires et les conditions de travail dans les usines se sont améliorés et que, de façon générale, les industries se sont humanisées. Alice Henry admet que les femmes n'ont pas été le seul facteur de ces changements, mais que le pouvoir accru des femmes a joué un rôle important dans ces changements.

### Vie ultérieure et héritage
Alice Henry prend sa retraite à Santa Barbara, en Californie, en 1928 après avoir effectué une tournée de conférences et d'enquête en Grande-Bretagne. Après avoir souffert financièrement pendant la Grande Dépression, Alice Henry retourne en Australie en 1933. Elle continue à travailler et compile une bibliographie d'écrivaines australiennes en 1937. Alice Henry meurt le 14 février 1943 dans un hôpital de Melbourne.
Tout au long de sa vie, Henry a été passionnée par le féminisme et l'égalité des droits des femmes.